# Nodularia spumigena
Nodularia spumigena är kolonibildande mikroskopiska cyanobakterier, även kallade blågrönalger. Dessa bakterier förekommer i bräckt vatten världen över i tempererade områden, bland annat i Östersjön. Nodularia spumigena är en regelbundet återkommande art i Östersjöns planktonsamhälle under sommaren och kan ställa till stora problem i samband med algblomning. Algen producerar toxinet nodularin, vilket kan vara skadligt för både människor och djur. Nodularia spumigena kallas även katthårsalg, då den ser ut som grönt katthår.

## Uppbyggnad och utseende
Nodularia spumigena tillhör gruppen Blågrönalger, vilka har arvsmassan samlad i en enda ringformig kromosom som bakterier, därav den nyare benämningen cyanobakterier. De kan dock fotosyntetisera som växter och räknades därför tidigare till alger. Arten formar kolonier där flera celler hänger ihop i kedjor, som kan bli ett par hundra μm långa. Gasvakuoler gör att algerna flyter upp till ytan och bildar ansamlingar på havsytan, så kallad algblomning.

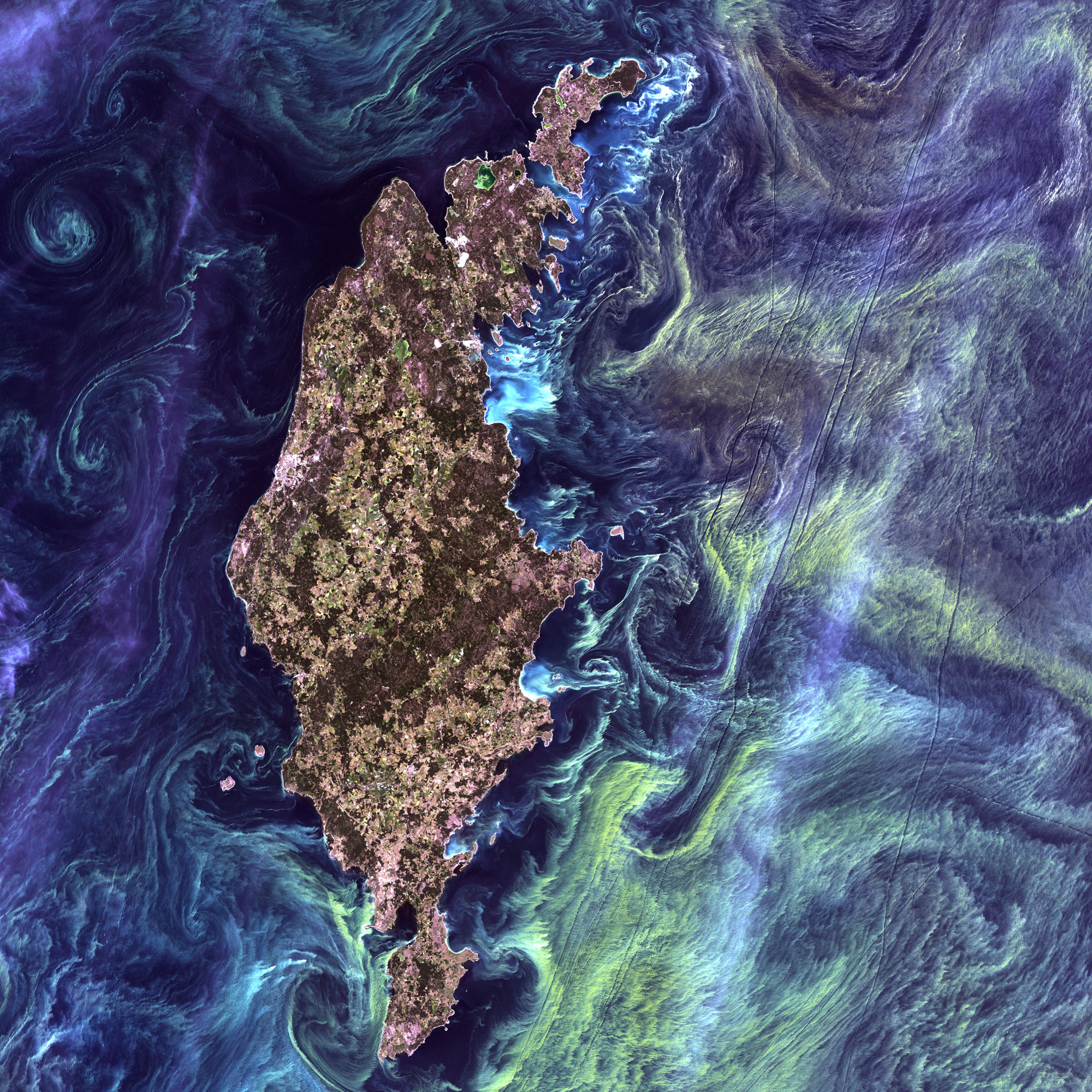
Algblomning runt Gotland

## Egenskaper
Nodularia spumigena har förmågan att fixera molekylärt kväve (N2), vilket förekommer i stora mängder i luft och havsvatten. Vid fixeringen omvandlas kvävet till ammonium som används av cellen och även kan användas som näring av andra organismer då cellen bryts ned. Då det finns ett överskott av fosfat i Östersjön under sommarmånaderna gör kvävefixeringen att Nodularia spumigena har god tillgång till kväve och fosfor för att växa.
Övriga parametrar som avgör om algblomning, det vill säga ansamlingar av trådformiga cyanobakterier, ska inträffa är vattentemperatur, solinstrålning, salthalt och pH. Dessa faktorer påverkar också produktionen av toxinet nodularin.

## Toxinet nodularin
I samband med att Nodularia spumigena blommar bildas ofta en giftig substans, toxinet nodularin. Nodularin är ett hepatotoxin, ett gift som påverkar levern och gör så att leverns celler ändrar form och struktur vilket kan leda till massiva blödningar. Forskning visar att nodularin kan fungera som cancerogen . Giftet är skadligt för människor och djur, det är dock dosen på giftet som är avgörande . Vuxna människor drabbas sällan av toxinet eftersom det krävs att en betydlig mängd vatten intas för att utgöra fara. Barn är mer utsatta för algblomning då de oftare sväljer vatten och får kallsupar när de badar. Boskapsdjur som betat nära och druckit vatten med algblomning, samt hundar som gärna dricker havsvatten eller slickar sin päls efter bad, har blivit mycket sjuka och fall har påträffats där djur dött .

## Utbredning och förekomst
Nodularia spumigena förekommer i bräckt vatten världen över, bland annat i Östersjön och Medelhavet, i sjöar och flodmynningar i Sydafrika, Europa, Kanada, USA och Australien samt på Nya Zeeland. Den begränsas till tempererade klimat . De mest omfattande blomningarna förekommer i flodmynningar, laguner och inlandsvatten i Australien och på Nya Zeeland, samt i Östersjön .
I Östersjöns bräckta vattenmiljö har man funnit pigment från trådformiga cyanobakterier i sediment som är 8000 år gamla. Arten har dokumenterats sedan 1800-talet och har sedan 1980-talet ökat i både utbredning och mängd , främst beroende på övergödning, syrefattiga bottnar, överfiske samt klimatförändring .
Under 35 år har man sammanställt mätdata på förekomsten av trådformiga cyanobakterier, som Nodularia spumigena i ytvattnet i Östersjön. Den senare halvan av perioden har förekomsten av cyanobakteriar ökat (13,8%, 1997–2013) jämfört med den första hälften (8,6%, 1979–1996).  Men det går inte med säkerhet att säga om förekomsten i Östersjön har ökat, på grund av variationsrik förekomst samt obefintliga mätdata längre tillbaka i tiden. Det har registrerats att ansamlingarna anländer tidigare och tidigare under säsongen.

### Påverkan på fisk och marina ekosystem
Forskning kring Nodularia spumigenas och nodularins påverkan på fisk och marina ekosystem ger motsägelsefulla resultat. Flera experimentella studier har visat att Nodularia spumigena inte medför någon mätbar negativ effekt på Östersjöns djurplankton men att nodularin förs vidare i näringskedjan. Halter av nodularin har påvisats i flera olika Östersjö-fiskar, till exempel flundra, torsk, havsöring och sill. En annan experimentell studie visade att vuxna fiskar av abborre, som utsatts direkt för Nodularia spumigena hade icke mätbara nivåer av nodularin i levern. Antingen går avgiftningen fort och med minimal energikostnad för abborren, eller så har intaget varit försumbart.
Massdöd av fisk och höga halter av nodularin i fiskar på låg trofisk nivå, till exempel multfisk, har inträffat vid algblomning av Nodularia spumigena i Australien och det finns en oro för att fisk och skaldjur som fångats under pågående algblomning kan vara giftigt för människor. Det är dock osäkert om fiskdöden berodde på giftet eller andra faktorer i samband med algblomningen, till exempel syrebrist. Det finns inga rapporter om fiskdöd i samband med blomning av Nodularia spumigena i Östersjön.

### Påverkan på turism och naturupplevelser
Algblomning av trådformiga cyanobakterier, särskilt av den toxinbildande Nodularia spumigena, kan påverka naturupplevelser och turism i de kustområden som drabbas. Algblomningen ser illa ut, kan lukta illa och kan dessutom vara skadlig för människor och djur. SMHI har en övervakningstjänst där man dagligen kan följa algsituationen under badsäsongen.

## Biobränsle
Det finns intresse för att använda Nodularia spumigena och andra cyanobakterier i Östersjön för biobränsleproduktion under år med kraftig algblomning då det bildas tillräckligt mycket biomassa. Det finns dock ännu inga anläggningar i drift för detta.